# Aleochara monteverde
Aleochara (Xenochara) monteverde – gatunek chrząszcza z rodziny kusakowatych i podrodziny Aleocharinae.
Gatunek ten został opisany w 1992 roku przez Jana Klimaszewskiego i Jamesa Ashe, którzy jako lokalizację typową wskazali Alajuela Peñas Blancas.
Ciało długości od 3,5 do 5 mm, zewnętrznie bardzo podobne do A. alajuela i A. costarica, od których odróżnienie jest możliwe wyłącznie dzięki narządom rozrodczym. Środkowy płat edeagusa samca ma część wierzchołkową umiarkowanie wąską, brzusznie szpiczastą i wystającą. Kapsuła spermateki samicy jest szeroko-owalna, a za nią znajdują się co najmniej trzy zwoje.
Gatunek górskich wilgotnych lasów równikowych i lasów mglistych.
Chrząszcz neotropikalny, znany wyłącznie z Kostaryki.